# Ruth Wedin Rothstein
Ruth Wedin Rothstein, född Wedin 1898 i Kristianstad, död 1962, var en svensk lärare och översättare.
Ruth Wedin Rothstein översatte från ryska, tjeckiska och (i mindre utsträckning) från polska. Hon var verksam som översättare under en relativt kort tidsperiod, 1923–1936. Eftersom maken på grund av depressionen hade blivit arbetslös var det hon som redan i början av 1930-talet fick försörja familjen som lärare vid Tekla Åbergs flickläroverk i Malmö. Hennes översättningar av 1933 års nobelpristagare Ivan Bunin bidrog starkt till att han fick priset och hon var också en av de första svenska översättare som översatte tjeckiska författare direkt från tjeckiska.

## Biografi
Ruth Wedin Rothstein var dotter till folkskolläraren Hans Wedin och hans hustru Hilma. Hon var gift med naturvetaren och läraren Karl Kristian Rothstein, med vilken hon 1924–1933 fick tre barn. De skildes i slutet av 1930-talet.

## Översättningar (urval)
- Ivan Bunin: Byn ; Suchodol (Derevnja och Suchodol) (Svenska andelsförlaget, 1924)
- Ivan Sjmeljov: Kypare! (Čelovek iz restorana) (Bonnier, 1926)
- Karel Čapek: Krakatit (Krakatit) (Geber, 1926)
- Nya tjeckiska noveller (Geber, 1927)
- Ivan Bunin: Arsenjevs ungdom (Žiznʹ Arseneva) (Geber, 1931)
- Ivan Bunin: Arsenjevs irrfärder (Žiznʹ Arseneva) (Geber, 1933)
- Mark Aldanov: Flykten (Begstvo) (Geber, 1936)